# 17040 Альмеїда
17040 Альмеїда (1999 FT27, 1993 PF6, 17040 Almeida) — астероїд головного поясу, відкритий 19 березня 1999 року.
Тіссеранів параметр щодо Юпітера — 3,576.